# Acianthera klotzschiana
Acianthera klotzschiana é  uma pequena espécie de orquídea (Orchidaceae) originária do Paraguai, Argentina e Brasil, de Minas Gerais a Santa Catarina, antigamente subordinada ao gênero Pleurothallis. São plantas médias a pequenas, eretas, de crescimento cespitoso, robustas, de caules cilíndricos e folhas ovaladas alongadas, de inflorescência curta com até oito flores amarelas, depois alaranjadas, com extremidades e listas suaves púrpura, labelo pequeno de extremidade púrpura e pétalas mucronadas, translúcidas, com pintas minúsculas púrpura na extremidade.

## Publicação e sinônimos
- Acianthera klotzschiana (Rchb.f.) Pridgeon & M.W.Chase, Lindleyana 16: 244 (2001).

Sinônimos homotípicos:
- Pleurothallis klotzschiana Rchb.f., Linnaea 22: 828 (1850).
- Humboltia klotzschiana (Rchb.f.) Kuntze, Revis. Gen. Pl. 2: 667 (1891).